# Пламен Галабов
Пламен Йорданов Галабов (болг. Пламен Йорданов Гълъбов, нар. 2 листопада 1995, Шумен) — болгарський футболіст, центральний захисник клубу ЦСКА (Софія) і національної збірної Болгарії.

## Клубна кар'єра
Народився 2 листопада 1995 року в місті Шумен. Вихованець юнацьких команд мисцевого «Шумена», а згодом «Літекса».
У дорослому футболі дебютував 2013 року виступами за команду «Літекс», в якій провів три сезони, взявши участь у 27 матчах чемпіонату.
2016 року перейшов до ЦСКА (Софія). У складі «армійців» не зумів пробитися до головної команди і за рік був відданий в оренду до «Етира», згодом орендну угоду подовжували ще на сезон.
2019 року повернувся до столичного ЦСКА, де почав регулярно отримувати ігровий час.

## Виступи за збірні
2011 року дебютував у складі юнацької збірної Болгарії (U-17), загалом на юнацькому рівні взяв участь у 16 іграх, відзначившись одним забитим голом.
Протягом 2014–2016 років залучався до складу молодіжної збірної Болгарії. На молодіжному рівні зіграв у 14 офіційних матчах.
2020 року дебютував в офіційних матчах у складі національної збірної Болгарії.

## Титули і досягнення
- Володар Кубка Болгарії (1):

ЦСКА (Софія): 2020-21
- Володар Кубка Тото (1):

«Маккабі» (Нетанья): 2022-23